# کارزار قانون بی‌سنگسار
کارزار قانون بی‌سنگسار یا کمپین قانون بی‌سنگسار فعالیتی گروهی است برای لغو قانون سنگسار در ایران که با تصمیم جمعی از فعالان جنبش فراملیتی زنان، برخی از فعالان جنبش زنان در ایران، سازمانهای غیردولتی زنان و شبکه وکلای داوطلب آغاز شد.
به گفته اعضای این کمپین، با وجود انکار مقامات ایران، همچنان سنگسار بخشی از قوانین کیفری ایران است. برای نمونه در فراخوان کمپین به سنگسار شدن یک زن و یک مرد در اردیبهشت ۱۳۸۵ در شهر مشهد و موارد دیگر، از جمله ۹ زن و ۲ مردی که شبکه وکلای داوطلب موفق به یافتنشان شد اشاره شده‌است.
این کمپین برای زنان ایرانی داخل و خارج کشور امکانات بیشتری برای ارتباط ایجاد کرده‌است و موجب بیشتر شدن احساس مسئولیت و تعهد برای جلوگیری از صدور حکم سنگسار یا اجرای آن گشته‌است. همچنین، از هر دو زبان شرعی و حقوق بشری برای مخالفت با مجازات سنگسار استفاده کرده‌است.
فعالیت‌های این کمپین در سطح سازمان‌های حقوق بشر مورد توجه واقع شده‌است، مثلاً سازمان عفو بین‌الملل در گزارش خود دربارهٔ وضعیت سنگسار در ایران به «تلاش‌های شجاعانه مدافعان محلی حقوق بشر در ایران که پس از سنگسارهای مه ۲۰۰۶ در مشهد کارزار قانون بی سنگسار را به راه انداختند» اشاره کرده‌است و دروئری دایک، پژوهشگر سازمان عفو بین‌الملل در زمینه مسایل ایران تلاش‌های این کمپین را مثبت دانست.
از جمله فعالان این کمپین می‌توان به شادی صدر، محبوبه عباسقلی‌زاده، آسیه امینی، صنم دولتشاهی، و سهیلا وحدتی اشاره کرد.